# Nannowithius pakistanicus
Espèce
Synonymes
- Myrmecowithius pakistanicus Beier, 1978

Nannowithius pakistanicus est une espèce de pseudoscorpions de la famille des Withiidae.

## Distribution
Cette espèce est endémique du Pakistan. Elle se rencontre vers Kohala.

## Étymologie
Son nom d'espèce lui a été donné en référence au lieu de sa découverte, le Pakistan.

## Publication originale
- Beier, 1978 : Zwei neue orientalische Pseudoscorpione aus dem Basler Museum. Entomologica Basiliensia, vol. 3, p. 231-234.